# Воронин, Евгений Фёдорович
Евгений (Еремей) Фёдорович Воро́нин (31 мая (13 июня) 1916 — 21 июня 1994) — советский футболист, игрок в хоккей с мячом и с шайбой, вратарь, хоккейный тренер.

## Биография
До 1940 года носил имя Еремей.

### Карьера игрока
В футболе выступал в 1942 году за «Авиаучилище» (Сызрань), в 1946—1947 годах за ВВС (Москва). В составе ВВС сыграл в 1946 году 3 матча в классе «Б». 15 августа 1947 года дебютировал в классе «А» в матче против сталинградского «Трактора» (1:6), вышел на замену на 80-й минуте вместо Владимира Корсакова и за оставшееся время голов не пропускал. Спустя пять дней отыграл полный матч против ЦДКА (0:2). Всего на счету вратаря два матча в высшей лиге.
В 1951 году выступал в соревнованиях КФК за «Военный институт физкультуры» (Ленинград), также сыграл один матч в Кубке СССР по футболу.
В хоккее с шайбой принимал участие в первых двух чемпионатах СССР (1946—1948) в составе ВВС. В сезоне 1948/49 годов защищал ворота ленинградского ОДО.
В 1951—1953 годах играл за ленинградский КВИФК в высшей лиге по хоккею с мячом, в составе которого в 1952 году стал серебряным призёром чемпионата СССР и финалистом Кубка СССР 1951 года.

### Карьера тренера
В 1954—1957 годах возглавлял команду по хоккею с мячом ОДО из Петрозаводска, выступавшую в высшей лиге (Класс А) чемпионата СССР.
В 1957—1961 годах работал в тренерском штабе ленинградского СКА, в том числе в сезоне 1957/58 — главным тренером.
В 1961—1963 годах работал старшим тренером хоккейной команды «Химик» (Кирово-Чепецк) — в 1964 году переименованной в «Олимпию», выступавшей в первенстве РСФСР в первой группе (класс «Б»). В сезоне 1961/62 годов команда заняла 5-е место во второй зоне, в сезоне 1962/63 годов также стала 5-й. Вторым тренером с Е. Ф. Ворониным работал Иосиф Михайлович Галеев.
В сезоне 1963/64 годов работал помощником Анатолия Викторова в команде «Спартак» (Ленинград). В сезоне 1964/65 возглавил клуб.
С 1965 по 1971 год возглавлял ленинградское «Динамо». В сезоне 1969/70 привёл команду к победе в первенстве РСФСР. В том же сезоне «Динамо» дошло до финала кубка РСФСР. Весной 1971 года ленинградское «Динамо» было расформировано.
В первой половине сезона 1971/72 тренировал команду первой лиги «Дизелист» (Пенза).
С 1972 по 1976 годы возглавлял клубную команду «Адмиралтеец» выступавшую в первенстве Ленинграда. Под руководством Воронина «Адмиралтеец» стал чемпионом Ленинграда в 1973 году и дважды выиграл кубок Ленинграда в 1974 и 1975 году.
В 1976 году на базе
«Адмиралтейца» была создана команда мастеров
«Судостроитель», заменившая в западной зоне 2 лиги чемпионата СССР ленинградский «Шторм». В сезоне 1976/77 Воронин был помощником главного тренера
«Судостроителя» Валентина Быстрова. Впоследствии работал в федерации хоккея Ленинграда.
Умер в 1994 году.